# 現代電影沖印公司

現代電影是一個台灣的底片沖洗與數位後期製作的電影公司。陳世庸創立於1992年，早期公司以廣告底片沖洗業務居多，期間的代表作品為1999年侯孝賢執導的海上花。
近年來投入數位後期製作，並成立專業電影攝影與燈光拍攝，合作電影成績卓著且多次獲得坎城影展與柏林影展殊榮。近期參與製作的有植劇場、日常對話、日曜日式散步者、老鷹想飛、刺客聶隱娘、一代宗師等。

## 創立初期
現代電影在1994年承接了第一部電影長片沖洗，就是吳念真導演的多桑，也因此連結了後續電影長片的業務。初期的業務量，以廣告片七成、電影片三成為比例分佈。當時許多著
名的導演、攝影師均會向現代電影及「阿禮師」詢問拍攝的建議，也屢屢獲得客戶肯定，底片沖洗上的品質，往往可以沖出有層次感的影像品質，色彩成像具有立體感。
台灣與日本、澳洲競爭上，常常因為柯達原廠的文件為英文使得技術難以第一時間跟進，日本通常隔天就會有日文翻譯本，使得台灣沖洗師傅必須花費更多時間去嘗試與犯錯。現代電影能夠在此脫穎而出，仰賴對於細節的用心以及基本清潔保養維護完善，更重要的是，也要勤於去觀賞沖片後的品質，以便隨時調整技術細節，這樣的嚴謹度，造就在侯孝賢導演的海上花製作上，連標竿沖印廠日本東洋現象所IMAGICA都驚艷的沖洗品質。

## 數位化革命
近十年內，數位化全面席捲電影界，使得電影拍攝族群瞬間地「數位化」，全球底片沖洗廠紛紛面臨產業危機。現代電影就在此時選擇投入數位化，開始漫長的耕耘，經過十年努力，投入大量人力、物力與資金，逐漸建構出體制完整的數位後期體系。

## 一條龍經營模式
近五年內，現代電影跨足專業電影拍攝領域，投入Arri攝影組，更網羅眾多拍攝人才加入團隊，也同步成立燈光組，將前期拍攝的組成建制的更加完整、完善。
結合前期攝影燈光與後期製作，現代電影有完整的「一條龍」服務，
使得顧客使用上更加準確，且節省更多溝通上的時間。
長期也都保留著底片部門，堅持至今，大中華區僅剩下現代電影保有底片技術。
透過傳統與數位、前期與後期的整合，現代電影朝向電影製作垂直整合的方向發展，邁出電影產業的新道路。

## 官方與學校合作
長期配合金穗影展，提供給策展單位技術上的合作，並協助輔導新銳導演及攝影師在後期製作上的技術支援，讓團隊可以有更專業且深入的了解。2011年起，現代電影推出學生優惠專案，結合台藝大與世新大學發展出「底片製作實習課程」，多年來培育多名底片導演、攝影師，代表人物為台北星期天的何蔚庭導演與日曜日式散步者導演黃亞歷。

## 未來展望
劇本開發是現代電影的未來方向。因著技術投資，劇本研究與分析是未來重要的發展項目之一，現代電影期待朝向站在更前瞻的位置上，為台灣電影產業製作出更具市場性與人文性的作品。

## 代表作品
- 2017年：植劇場、曼菲
- 2016年：日常對話、日曜日式散步者、單車天使
- 2015年：刺客聶隱娘、老鷹想飛、灣生回家、菜鳥
- 2014年：他們在島嶼寫作Ⅱ、山豬溫泉、相愛的七種設計
- 2013年：一代宗師、戀戀海灣
- 2012年：逆光飛翔